# Юньнань Хунта
«Юньнань Хунта» (кит. упр. 云南红塔) — бывший профессиональный футбольный клуб, представлявший Куньмин, провинция Юньнань, КНР. Принимал участие в розыгрышах всех трех дивизионов Китая. Был расформирован в 2003 году.

## История
Первоначально клуб был основан в 1996 году в Шэньчжэне компанией Shenzhen Jinpeng Group, и был назван Шэньчжэнь Цзинпэн. Клуб в основном выступал в низших лигах. После покупки крупной табачной компанией Yunnan Hongta Group команда переехала в Куньмин и стала выступать на стадионе Тодун. В 1999 году команда стала серебряным призёром второго дивизиона Китая и получила право со следующего года выступать в элитном дивизионе — Лиге Цзя-А. В высшей лиге команда выступала до сезона 2003 года, когда была продана «Чунцин Лифань», что привело к объединению клубов.

### Изменение названия
- 1996: Шэньчжэнь Цзинпэн (深圳金鹏)
- 1997—2003: Юньнань Хунта (云南红塔)

## Результаты
- По итогам сезона 2003

За всё время выступлений
| Сезон    | 1996 | 1997 | 1998 | 1999 | 2000 | 2001 | 2002 | 2003 |
| -------- | ---- | ---- | ---- | ---- | ---- | ---- | ---- | ---- |
| Дивизион | 3    | 2    | 2    | 2    | 1    | 1    | 1    | 1    |
| Место    | 2    | 7    | 9    | 2    | 12   | 10   | 7    | 7    |

## Эмблема клуба в разные годы

Шэньчжэнь Цзинпэн
Юньнань Хунта, 1997-2003
Юньнань Хунта, 2003